# Loue (dopływ Doubs)
Loue – rzeka we Francji, przepływająca przez tereny departamentów Jura oraz Doubs, o długości 126 km. Stanowi lewy dopływ rzeki Doubs.